# Anginosus-Streptokokken
Die Einteilung der Lebewesen in Systematiken ist kontinuierlicher Gegenstand der Forschung. So existieren neben- und nacheinander verschiedene systematische Klassifikationen. 
Das hier behandelte Taxon ist durch neue Forschungen obsolet geworden oder ist aus anderen Gründen nicht Teil der in der deutschsprachigen Wikipedia dargestellten Systematik.
Anginosus-Streptokokken sind grampositive, kugelförmige Bakterien aus der Gattung Streptococcus (Streptokokken). Es handelt sich nicht um eine einzelne Art, vielmehr um eine Gruppe mit mehreren Arten, die eine Untergruppe der Viridans-Streptokokken bilden. Sie werden auch als Streptococcus-anginosus-Gruppe oder kurz Anginosus-Gruppe bezeichnet. Mitunter findet sich auch die Bezeichnung Streptococcus milleri, die jedoch irreführend ist, da ein Binomen auf eine Art verweist. Nach dieser nicht mehr anerkannten Art wird die Gruppe aber auch Milleri-Gruppe oder Streptococcus-milleri-Gruppe genannt. Die Vertreter der Gruppe zeigen auf Blutagar unterschiedliches Hämolyseverhalten, auch in anderen Merkmalen unterscheiden sie sich durchaus. Als gesichert gilt die Etablierung der Art Streptococcus anginosus, die daher namensgebend für diese Gruppe ist. Darüber hinaus werden auch andere Bakterienstämme zu dieser Gruppe gerechnet, deren Anerkennung als eigene Spezies kontrovers diskutiert wird.

## Merkmale
Streptococcus milleri wurde 1956 von Otto Guthof erstbeschrieben. Er definierte sie als nicht-hämolytische, aus eitrigen Abszessen der Mundhöhle isolierte Streptokokken, die Arginin und Aesculin hydrolysieren und bei 45 °C auf Galle-Agar wachsen, aber nicht Sorbitol und Mannitol verstoffwechseln können. Anginosus-Streptokokken liegen als kokkenförmige bis ovoide Zellen vor, die zu Paaren (Diplokokken) oder zu Ketten angeordnet sind. Wie alle Vertreter der Gattung bilden sie keine Endosporen. Die Gram-Färbung verläuft positiv. Die Vertreter der Anginosus-Streptokokken wachsen auf festen Nährmedien oft als besonders kleine Kolonien (Durchmesser kleiner als 0,5 mm), dies ist besonders typisch für die sogenannten „minute-Stämme“.
Obwohl sie eine Untergruppe der Viridans-Streptokokken („vergrünende Streptokokken“) bilden, deren Bezeichnung auf die von ihnen durchgeführte α-Hämolyse zurückzuführen ist, zeigen die Anginosus-Streptokokken kein einheitliches Hämolyseverhalten. Es gibt α-, β- und γ-hämolysierende Bakterienstämme – letztgenannter Stamm führt keine Hämolyse durch. Beta-Hämolyse führen 25–29 % der beschriebenen Stämme durch. Anginosus-Streptokokken könne die Antigene der Lancefield-Gruppe A, C, F oder G aufweisen. Antigene der Lancefield-Gruppe A sind eigentlich typisch für die sogenannten A-Streptokokken, zu denen vor allem S. pyogenes gehört. Weniger als 10 % der Anginosus-Streptokokken gehören zur Lancefield-Gruppe A und können somit im Rahmen der serologischen Diagnostik mit S. pyogenes verwechselt werden. Besonders häufig finden sich Antigene der Lancefield-Gruppe F, außerdem gibt es noch Vertreter, die über keines der für die Lancefield-Einteilung verwendeten Antigene verfügen.
Eine gegebenenfalls notwendige antimikrobielle Therapie von Infektionen mit Streptococcus anginosus, S. intermedius und der S. constellatus-Gruppe erfolgt mit Antibiotika. Dazu eignen sich Penicillin, Ceftriaxon, Cefotaxim, Clindamycin und Vancomycin.

## Vorkommen
Wie für die Viridans-Streptokokken (oder „orale Streptokokken“) typisch, kommen auch die Anginosus-Streptokokken häufig in der Mundhöhle und im Hals-Nasen-Rachen-Bereich des Menschen vor. Einige Arten wurden bei der Untersuchung von klinischen Proben jedoch auch von bzw. aus anderen Körperregionen isoliert. Im Rahmen von abdominalen Infektionen wurden sie in der Bauchhöhle sowie bei Leberabszessen gefunden.

## Systematik und Taxonomie
Die zu den Anginosus-Streptokokken zählenden Stämme sind Vertreter der Gattung Streptococcus in der Familie der Streptococcaceae in der Ordnung der Lactobacillales (Milchsäurebakterien), die der Abteilung der Firmicutes angehören.
Die Bezeichnung Streptococcus milleri geht auf Otto Guthof zurück, der das Bakterium 1956 erstbeschrieb. Die Taxonomie und Nomenklatur ist bei den Vertretern der Gattung Streptococcus durch viele Änderungen geprägt, dies trifft auf diese Untergruppe in besonderem Maße zu. Neben Streptococcus milleri wurden auch die „minute-Stämme“ (1934), Streptococcus MG (1944) und die Streptokokken der Lancefield-Gruppe F (1962) beschrieben, die trotz einiger Unterschiede zu einer gemeinsamen Gruppe zusammengefasst wurden. 1977 wies Richard R. Facklam auf die Ähnlichkeit vieler Vertreter dieser Gruppe mit Streptococcus anginosus, Streptococcus constellatus und Streptococcus intermedius hin. Er schlug jedoch nicht vor, diese in eine vergrößerte Gruppe zu integrieren, sondern vielmehr, sie anhand ihrer Fähigkeit, Lactose zu verwerten, zu unterscheiden: Die Lactose-positiven Vertreter zählte er zur Gruppe „S. MG-intermedius“, die Lactose-negativen Vertreter zur Gruppe „S. anginosus-constellatus“. Bei US-amerikanischen Mikrobiologen setzte sich dieses System durch, während die europäischen Wissenschaftler die Idee einer großen, gemeinsamen Gruppe akzeptierten.
In der auf dem neu organisierten Bakteriologischen Code basierenden Approved Lists of Bacterial Names (engl. für „anerkannte Listen der Bakteriennamen“) von 1980 sind die Arten S. anginosus, S. constellatus und S. intermedius, nicht jedoch S. milleri aufgeführt. Angesichts der unterschiedlichen Systematik in den USA und Europa schlug Facklam 1984 vor, die α- und γ-hämolysierenden Stämme als S. intermedius (Lactose-positiv) bzw. als S. constellatus (Lactose-negativ) zu klassifizieren, während die β-hämolysierenden Stämme Vertreter von S. anginosus seien. 1987 veröffentlichten Alan L. Coykendall et al. die Ergebnisse ihrer Untersuchung von Bakterienstämmen, die 1956 S. milleri zugeordnet wurden und mit Bakterienstämmen der anderen drei zu dem Zeitpunkt etablierten Spezies verglichen wurden. Die Untersuchung umfasste phänotypische und genetische Untersuchungen, wie die DNA-DNA-Hybridisierung und die Bestimmung des GC-Gehalts. Die Typusstämme von S. anginosus und S. constellatus sowie Stämme der Lancefield-Gruppe F wiesen dabei eine sehr große genetische Ähnlichkeit auf. Die Ergebnisse der Untersuchung zeigten nach Angaben der Wissenschaftler mehr Gemeinsamkeiten als Unterschiede, so dass sie vorschlugen, die drei Arten und sonstige zu der Gruppe gehörenden Bakterienstämme in einer Spezies zusammenzufassen, deren Name nach der Prioritätsregel Streptococcus anginosus lautet.
Dies wurde 1991 durch molekularbiologische Untersuchungen widerlegt. Außerdem konnte nachgewiesen werden, dass S.milleri keine eigenständige Art ist, sondern dass die so bezeichneten Isolate als S. anginosus bzw. in einem anderen Fall als S. intermedius identifiziert werden können. Gleichzeitig wurde vorgeschlagen, wieder drei Arten S. anginosus, S. constellatus bzw. S. intermedius anzuerkennen, die untereinander nah verwandt sind. Nachfolgende phylogenetische Untersuchungen in den 1990er Jahren und zu Beginn des 21. Jahrhunderts lieferten widersprüchliche Ergebnisse, die entweder den einen oder den anderen Vorschlag bestätigen. Dazu kommt noch, dass sich auch innerhalb der drei Arten Unterschiede zeigen, so dass bereits bei Streptococcus constellatus die Etablierung von drei Unterarten (S. constellatus subsp. constellatus, S. constellatus subsp. pharyngis und S. constellatus subsp. viborgensis)
erfolgte.